# レチェ・フラン
レチェ・フラン（Leche flan）は、フィリピンの家庭料理として作られるプリン。

## 概要
仕上がりが15-20cm程度の大きさのプリンで、楕円形の型が用いられることが多い。食感が硬めの焼きプリンが一般的であるが、蒸しプリンも存在する。冷蔵庫が無かった時代の名残で、砂糖やコンデンスミルクを大量に使用して常温下での保存性を高めている。甘さが強烈なほど、古き良き味とされる。

## 材料
- 砂糖
- 卵黄
- コンデンスミルク
- バニラエッセンス